# Китайский нефтяной университет
Китайский нефтяной университет (КНУ) — один из национальных университетов Китая, подчинённый Министерству образования КНР. Китайский нефтяной университет входит в «Проект 211», и был выбран одним из первых вузов для участия в этой программе.

## История
Нефтяной институт Пекина был основан в 1953 году. В 1969 году институт был перенесён в Дунъин и стал называться Нефтяной институт Восточного Китая. В 1988 году был реорганизован в Нефтяной университет. В январе 2005 года был переименован в Китайский нефтяной университет. В 2004 году университет начал свой переезд в Циндао, и окончательно переехал в 2012 году.

## Структура
Университет ведёт подготовку специалистов по пяти направлениям:
- Химическая инженерия и технологии
- Разведка и планирование минеральных ресурсов
- Инженерия использования нефти и газа
- Инженерия хранения и транспортировки нефти и газа
- Техническое развитие нефтяных и газовых месторождений

## Международные связи
Университет сотрудничает с около 90 университетами, исследовательскими институтами и нефтяными компаниями зарубежных стран. С 2018 года после заключенного в Пекине меморандума сотрудничает с Бакинской высшей школой нефти и Государственным университетом нефти и промышленности Азербайджана.